# Marbre africain
Le marbre africain est une variété de marbre utilisé par les Romains. Le nom moderne correspond au latin marmor luculleum. Dans le passé il était, par erreur, identifié comme marmor chium (marbre portasanta).
Il était extrait des carrières situées près de la cité de Teos, près de Smyrne, en Turquie.
Il s'agit d’un marbre brèché avec un fond sombre, en général noir, et clastes de dimensions variables, de couleur blanchâtre et nuances rosâtres, ou rouge, ou aussi noir et gris. Il existe une variété avec fond vert foncé ("africain vert") ou avec fond gris veiné de blanc et taches rougeâtres ("africain gris"). 
Du point de vue pétrographique c’est une brèche calcaire qui a subi un léger métamorphisme. La variété grise est plutôt un calcaire cristallin dolomitique.
Il est introduit à Rome par Lucullus, duquel il prit le nom, et se diffuse rapidement pour des plaques de revêtement muraux et sol, vasques, et colonnes (utilisée dans la basilique Aemilia, sur la scène du théâtre de Marcellus, dans le forum d'Auguste, dans le temple de la Paix, dans la Tholos centrale du dit "Temple de Sarapis" de Pouzzoles). Un grand bloc constitue le socle du Panthéon (Rome). Il existe de rares sculptures avec des bustes faits de ce marbre et des têtes en marbre blanc réalisées séparément.

## Référence
- (it) Cet article est partiellement ou en totalité issu de l’article de Wikipédia en italien intitulé « Marmo africano » (voir la liste des auteurs).